# Schizocosa concolor
Schizocosa concolor là một loài nhện trong họ Lycosidae.
Loài này thuộc chi Schizocosa. Schizocosa concolor được Lodovico di Caporiacco miêu tả năm 1935.